# Annie Cordy
Leonie Cooreman, conocida como Annie Cordy (Laeken (Bélgica), 16 de junio de 1928 - Vallauris (Francia), 4 de septiembre de 2020) fue una cantante, escritora y actriz belga.
Artista prolífica, grabó más de setecientas canciones de estilo alegre y festivo e interpretó una veintena de comedias musicales y operetas. Además, protagonizó unas cuarenta películas, una treintena de series de televisión, una decena de obras de teatro y dio casi diez mil galas. Muy enérgica y siempre de buen humor durante sus apariciones en público, se jactaba de los méritos de la sonrisa, aunque interpretó papeles más graves en el cine o para ficciones de televisión.

En 2005 fue ennoblecida con el título personal de baronesa, eligió como lema "La pasión hace la fuerza".

## Biografía

### Juventud y formación
Leonia Juliana Cooreman nace en Laeken (ciudad de Bruselas). Su padre, Jan Cornelius Cooreman, es carpintero; su madre, Maria de Leeuw, le da el gusto de las canciones haciéndole escuchar la TSF. Tiene un hermano mayor, Luis, y una hermana, Juana.
A los ocho años, como es de constitución frágil, su madre lo inscribe durante el baile de las hijas de François Ambrosiny. Aprendó piano y solfeo mientras continúa sus estudios y luego participa en galas de beneficencia. Entre los números bailados, canta los éxitos del momento. Muy pronto, todo se encadena: radio ganchos, concurso… Tan pronto como el director artístico del Lido logró convencerla de dejar Bruselas donde jugaba en el Buey en el techo. Desembarca en París el 1 de mayo de 1950, comprometida como líder de revista.
En 1951, conoció al hombre que se convertiría en su marido y empresario, François-Henri Bruneau dit Bruno (1911-1989). Se casaron el 3 de febrero de 1958, en el ayuntamiento de Bièvres, donde viven, desde abril de 1960 en su gran mansión "El jardín de rosas ". La pareja nunca tuvo hijos.
Sin embargo, nunca pidió la nacionalidad francesa.

### Principios
Annie Cordy lleva luego varias revistas al Lido y al ABC. También acompaña a la caravana del Tour de Francia.
En 1952, Annie Cordy comenzó a mostrar las otras facetas de su talento: firmó un contrato con Pathé-Marconi, obtiene el premio Maurice-Chevalier en Deauville, luego es contratada para La Route fleurie con Georges Guétary y Bourvil. Mientras continuaba la opereta, Annie Cordy grabó sus primeros éxitos — Los tres bandidos del Napoli, Caramelos de caramelo, Flor de mariposa, León, La tantina de Burgos, La balada de Davy Crockett que lo imponen definitivamente. También apareció en la gran pantalla en Si Versailles m'ait conté... de Sacha Guitry (1953), Poisson d ' Avril con Bourvil y Louis de Funès (1954) y Hola sonrisa con Henri Salvador (1955). El mismo año, actuó en el Olympia y Bobino, y recibió el Grand Prix de l ' Académie Charles-Cros por la canción Oh Bessie. ! los18 avril 195618 de abril de 1956, cantó para el compromiso de Grace Kelly y el Príncipe Rainiero III de Mónaco.
Tras el éxito en el cine del Cantante de México con Luis Mariano y Bourvil, América lo acoge: el Plazza en Nueva York, el Copacabana en Río de Janeiro, luego Cuba, México o incluso Puerto Rico. Un contrato para un gran musical se le propone entonces en Estados Unidos, pero su manager y marido que no aprecian América, abandona una carrera internacional prometedora.

### Artista del music-hall

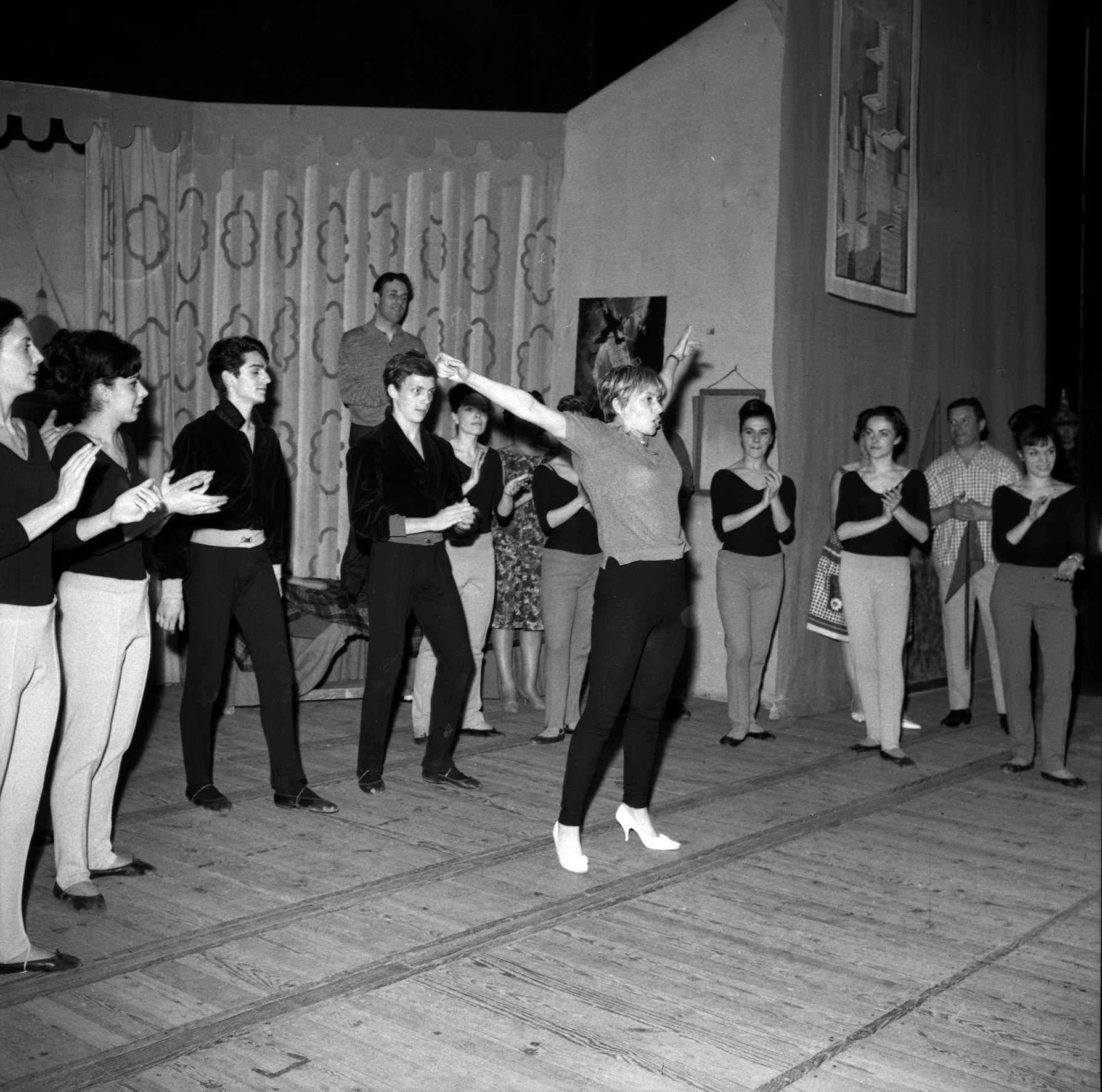
1964 - repeticiones de Annie Cordy para Visa para el amor, con L. Mariano (Toulouse).

En 1957, Annie Cordy comienza una nueva opereta, Cabeza de Linotte, antes de encontrar a Luis Mariano en Visa por el Amor (de 1961 a 1964), y Bourvil en Ouah! Ouah! (1965). Con Darry Cowl como compositor y socio, crea Pic y Pioche en 1967 y en compañía de Pierre Doris, Indio es mejor que dos lo tendrás.
En 1964 volvió a la escena de Bobino para una vuelta a casa parisina. En febrero de 1965, siguiendo los consejos de Maurice Chevalier, presentó a los parisinos un verdadero «Show», donde cada canción da lugar a una puesta en escena, a ballets y a trajes: Annie Cordy en dos actos y 32 cuadros. Un año más tarde, encadena en una gira internacional que la lleva de Berlín a Madrid, pasando por Moscú, donde volverá para diecinueve conciertos al año siguiente.
En 1972 creó la versión francesa de Hello, Dolly!, que le valió el premio a la mejor show-woman europea, triunfante con Nini la Chance (1976) y Send Music ! (mil novecientos ochenta y dos). También tiene éxito en el teatro, interpretando a Madame Sans-Gêne y Madame de Sévigné. En 1994 su interpretación de Celestina consagró definitivamente su talento dramático.

#### Cantante

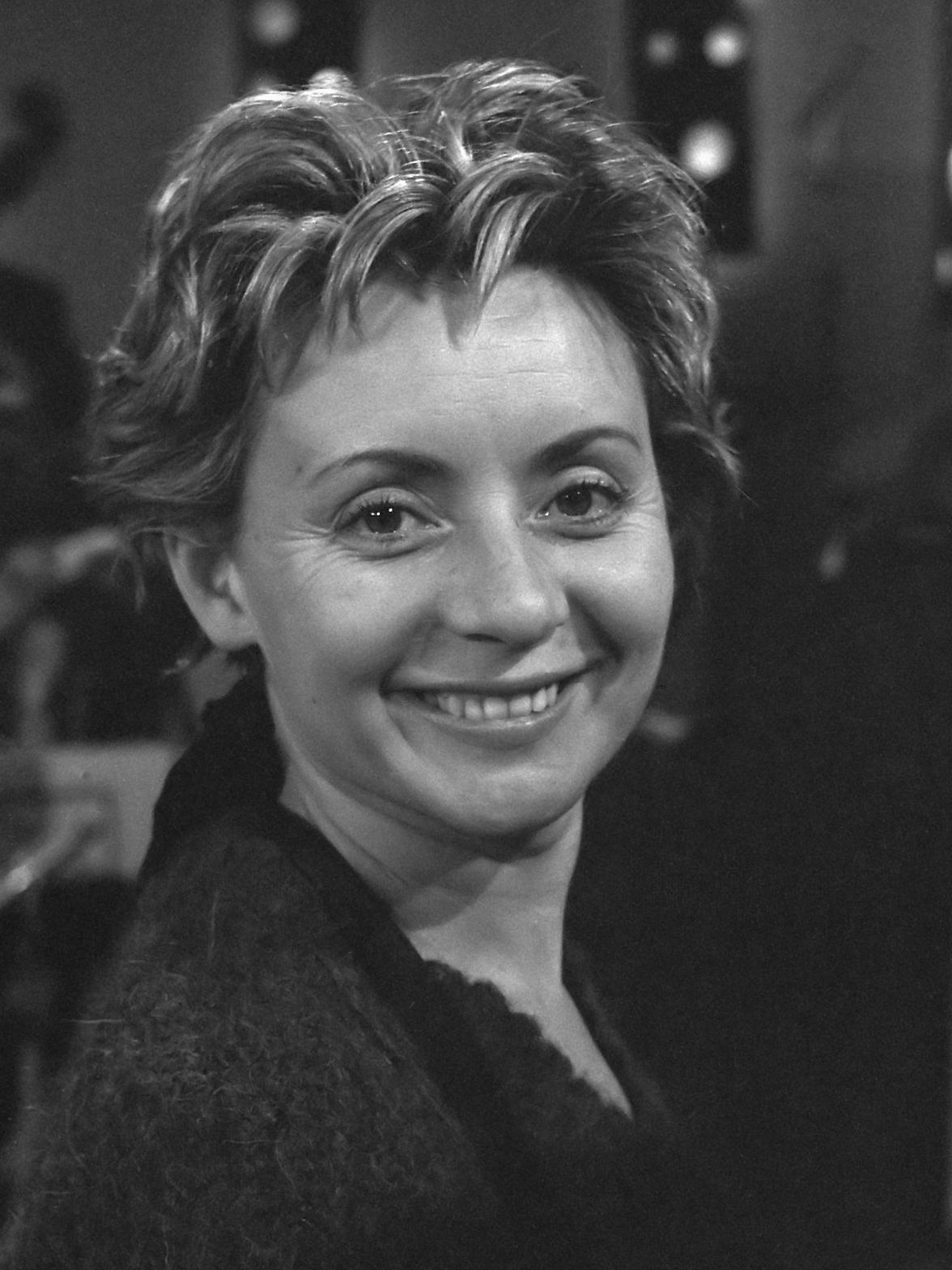
Annie Cordy en 1961.

A pesar de una fuerte presencia en la escena teatral, Annie Cordy sigue grabando canciones que encuentran éxito entre el público. : Cigarrillos, Whisky y P'tites pépées (1957), Hola el sol brilla n.º 1 durante 26 semaines en 1958, Nick nack paddy whack (1959), Ensalada de frutas (1959), Moonlight in Maubeuge (1962), Seis rosas (1964), Le p'tit coup de chance (1965), T 'como vu Monte Carlo (1969), Hello, Dolly ! (1972), La Bonne du curé (más de un millón de discos vendidos en 1974), Frida oum papa (1975), La Bébête (1976), Será mejor mañana (1976), Nini la chance (1976 ), Le Kazou (1979), Señorita Raspa (1980), Tata Yoyo (1981), Cho Ka Ka O (1985) y Children of the Earth (1998).
En 1987 interpretó una canción compuesta para ella para Gilbert Bécaud sobre las palabras de Julian More: Ah bravo, tomada del musical Madame Roza en la Rafle du Vel' d'Hiv. Tocado en Broadway, el musical sigue siendo inédito en Francia, solo un vídeo lo demuestra.
Encadena las galas a un ritmo frenético, habiendo realizado cerca de 10 000 y habiendo grabado más de 700 canciones En una entrevista reveló que contando las ocasiones los homenajes en las bandejas de TV y por supuesto las grabaciones, cantó cerca de 2000 canciones.
Annie Cordy era considerada por la crítica musical como una cantante "caprichosa", cuyo universo giraba en torno a los registros de cantantes populares como Bourvil, a quien conocía bien, Boby Lapointe, o el caprichoso cantante Carlos. No era ni escritora ni compositora de sus canciones, pero estas últimas eran en general despreocupadas, festivas y nunca comprometidas, y nunca abordaron temas serios o controversias. Por supuesto, la crítica musical veía al cabaret como el lugar ideal para cantar su repertorio, y por ello, el cabaret era su trampolín artístico, que la llevaría no solo a la canción, sino también al teatro, o al cine, como actriz.[cita requerida]

### Actriz de cine
En 1969, Annie Cordy gira Le Passager de la lluvia bajo la dirección de René Clément, donde revela un talento dramático, que será confirmado en Le Chat (1971) junto a Jean Gabin y Simone Signoret, pero también en Rue Haute (Premio de la mejor actriz en 1976) y Un verano tras otro (1989).
Aparece igualmente en varias películas populares, tales que Estos señores de la familia (1968), Corre, corre las afueras (1973), La Venganza de una rubia (1994), Señora Édouard (2004), Disco (2008) y El crimen es nuestro asunto (2008), y efectúa el doublage voz en dibujos animados tales que Pocahontas (1995) y Hermano de los osos (2003).
Al total, 19 de estas películas han sobresalido el millón de entradas en Francia.
Rodó en unas cuarenta películas a lo largo de su carrera, que dedicó a tiempo completo desde los años 2010.

### Actriz de televisión
Durante su carrera, Annie Cordy rodó en una treintena de series televisivas y televisivas.
En 1981, se convirtió en la primera heroína recurrente en una serie de televisión interpretando a la Sra. S.O.S., y desempeñó el papel principal en varias otras películas a lo largo de la década.
En 1990 fue uno de los personajes principales de la saga de verano de TF1 Orages d'été, avis de tempête (Tormentas de verano, aviso de tormenta).
En los años 1990, para France 2, juega junto a Charles Aznavour en las películas Baldipata y Baldi y Tini de la colección Baldi.
También juega en las películas sin ceremonias en 1997 y Passage du Bac en 2002.
En 2003 y 2005, vuelve a las series Fabien Cosma y Le Tutor con Roland Magdane.
En 2012, juega en la prima-time de Escenas de paramentos, en el cual encarna el rol de la abuela de Marion (Audrey Lamy). Hacia Final 2013, juega en un episodio de la serie de Francia 2 Ha' no de edad con Jérôme Commandeur, así como en la serie Jefas.

### Apariciones televisivas
Durante los años 1970 y 1980, Annie Cordy fue una de las invitadas más recurrentes de las mesetas televisivas, como los de los Carpentier, Danièle Gilbert o Michel Drucker.
En estas emisiones, se han hecho duetos con la mayoría de las estrellas de la época, como Sacha Distel, Dalida, Motorla Clark, Sheila, Jacques Dutronc, Danièle Gilbert, Mireille Mathieu, Claude François, Julio Iglesias, Enrico Macias, Navazer Charazour
Ha sido numerosas veces invitada de la Gala de la Unión de las artistas, como en 1953, 1959, 1970 o 1981. Igualmente, canta durante la noche electoral de 1969, así como aquella de 1974.
Anima y participa como artista, en febrero y marzo de 1971, en la emisión de variedades Annie en la 2, difundida en la segunda cadena de la ORTF (ORTF 2).
En 1977 y 1978 presentó Canciones a la carta para la Radio Télévision Belge de la Communauté Française (radio televisión belga de la Comunidad Francesa -RTBF-).
Durante el verano de 1985, presenta algunos números del juego Anagram en TF1.
En 2000, participa en el concierto de los Enfoirés, retransmitido en France 2, donde canta sobre todo Una bella historia con Alain Souchon y Francis Cabrel.
En 2006, es la voz off de Moi, Bélgica, una serie de documentales sobre la historia de Bélgica difundida en primera parte de la noche en la RTBF.
Continúa siendo invitada habitual en programas de televisión como La Methode Cauet, Tous ensemble, Les Enfants de la TV, C'est au programme, Les Annees Bonheur, Le Plus Grand Cabaret du monde, Vivement Dimanche, Les Grands du rire., Chabada, Las canciones primero, Preguntas para un campeón (especial ídolos), C to you, Morning Live o incluso Touche pas à mon poste.
También fue es invitada ocasionalmente a programas de homenaje, en particular al Carpentier o a Dalida, en 2012 en France 3.
En octubre, France 3 consagró una emisión en prima-time: Todos vuestros amigos son allí, presentada por Stéphane Bern, con de numeroso invitados.
En enero, es France 2 quien le dedica un prime-time, siempre presentado por Stéphane Bern, ¡es su vida!.....

### Publicidades
Durante su carrera, Annie Cordy ha prestado su imagen a varias marcas para publicidad. Los sofás cama Beka son los primeros en llamar a ella. En 1958 se convierte en embajadora de la cerveza en la mesa, especialmente con la Triple Piedboeuf, donde se publica un librito.
Uno de sus principales anuncios es el de los paraguas Aka, en 1960, acompañado de la canción Mon chouette pépin.
En la década de 1970, reitera la publicidad de las cervezas, con esta vez la boca de la cervecería Belle-Vue. En 1975, presta su imagen a los robots domésticos Steca.
El 30 de agosto de 2020, en TV Magazine, elogia a los lectores los méritos de la cura "Vitaélix" un "elixir de juventud" que supuestamente devuelve energía a los organismos debilitados.
Murió el 4 de septiembre siguiente.

### Madrina de París Saint-Germain
En el momento de la creación del club de fútbol parisino en 1970, participa con otras personalidades en el lanzamiento de suscripción de los hinchas, organizado por Europa 1 en las calles de París. Convirtiéndose así en "Madrina del club", registra el primer himno del PSG, ¡Vaya a París!, en 1971.

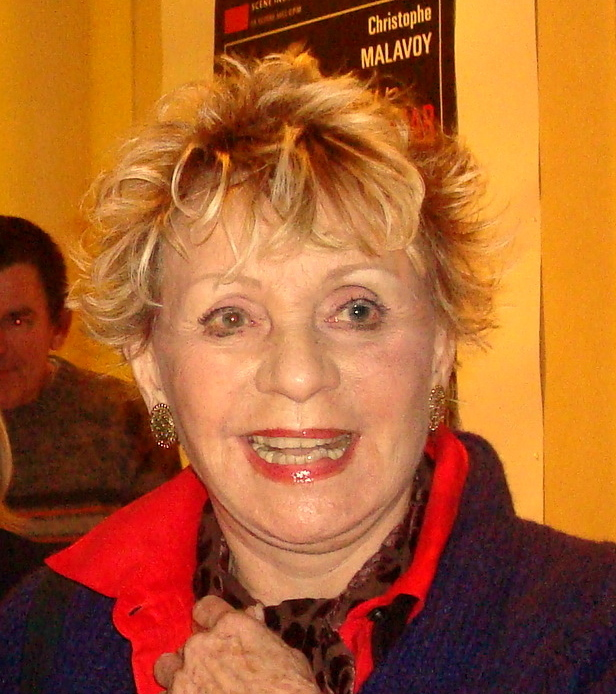
Annie Cordy en 2009.

El 9 de febrero de 1989, Annie Cordy pierde su marido François-Henri Bruno. El comienzo de los años 1990 se anuncia difícil, pero la cantante encontrará la sonrisa por el trabajo y la escena.
En 1998, celebra su 70.º y sus 50 años de carrera sobre la escena del Olympia, y publica sus memorias bajo el título Nini la Suerte. Efectúa varias apariciones remarcadas en la televisión, sobre todo con Michaël Youn en Morning Live sobre M6, donde canta Stach Stach con las Bratisla Boys, y en un sketch de la emisión de los Hermanos Taloche.
Al principio de los años 2000, vuelve en la propiedad de la publicidad resultando la égérie de los productos a la lejía La Cruz, en un spot publicitario.
Marcha en 2003 sobre las carreteras con su espectáculo Que de la felicidad!, que conoce un gran éxito durante tres años, después inicia dos nuevas piezas de teatro, Lily y Lily (2006) y Dejadme salir (2009) con las cuales marcha en gira.
A partir de 2008, participa con otros cantantes de los años 1960 a 1980 en las estaciones 3, 6 y 8 de la gira Edad tierna y cabeza de madera.
En noviembre de 2011, participa en el álbum de Thierry Gali Era una vez, en apoyo de la acción de la Unicef, así como, un año más tarde, al single caritatif Retomo mi carretera a favor de la asociación Las Voces de la niña.
Su último álbum de canciones originales aparece en noviembre: Esto me gusta… Con tal que esto vosotros guste. seguimiento de una gira en 2013: Cordy y sus Gus.
El 17 de noviembre de 2014, está publicado un álbum compuesto de canciones navideñas, Annie Cordy canta Navidades. Cesará en lo sucesivo de publicar discos. La mismo año, graba el título Historia de amores, para la asociación El Refugio, que ha creado un colectivo de 200 artistas, Los Funambules.
El 14 de enero de 2015 suerte la película Los Recuerdos, de Jean-Paul Rouve, donde Annie Cordy mantiene el protagonismo, a los lados de Mathieu Spinosi, Michel Blanco, Chantal Lauby y Audrey Lamy. Los críticos son unánimes para subrayar la prestación de la cantante. Aparece en muchas emisiones con ocasión de la salida de la película y de sus 70 ans de carrera. Francia 2 consagra una prima-time, Es vuestra vida !, presentado por Stéphane Bern. El 16 de marzo de 2015 sale el álbum Feliz cumpleaños Me sieur Dutronc, homenaje a Jacques Dutronc, con la participación de Annie Cordy. Graba la mismo año, en dúo con Cyrille Gallais, una recuperación de La Indiferencia de Gilbert Bécaud, así como un dúo con el director de cabaret Michou titulado 85 % de amor y 60 años de cabaret con ocasión del 85.º y de los 60 ans del cabaret de este último. Gira igualmente la película El Cancre, de y con Paul Vecchiali, Catherine Deneuve y Mathieu Amalric, proyectado al festival de Cannes.
El 18 de mayo de 2016, por primera vez, sube las andaduras del Festival de Cannes para una película en el cual juega, con ocasión de la proyección de la película El Cancre, a los lados de Paul Vecchiali, Catherine Deneuve y Mathieu Amalric.
El 4 de julio de 2018, aparece en la película Tamara Vol. 2, y una película para televisión en France 3: Analfabeto (France 3 : Illettré). Esta es su última aparición en el cine.
El 8 de julio de 2018 inaugura el parque Annie Cordy contiguo a la antigua estación de Laeken en la sección del mismo nombre de la ciudad de Bruselas.
En 2019, a los 91 años, Annie Cordy recibió el premio de interpretación en el festival internacional Entr'2 Marches organizado al mismo tiempo que el Festival de Cine de Cannes por su actuación en el cortometraje Les Jouvencelles de Delphine Corrard.

### Muerte
Annie Cordy murió el 4 de septiembre de 2020 a su domicilio de Vallauris, en Cannes, a la edad de 92 años de un malestar cardíaco. Su sobrina, que vivía con ella, avisó a los bomberos alrededor de las 18 horas, pero no consiguieron reanimarla.
Muchas personalidades del cine, la música y el mundo político le rinden homenaje.
Sus funerales se celebraron el 12 de septiembre en Cannes, seguidas de la inhumación en el panteón familiar en el cementerio Abadie de este mismo municipio.

### Homenajes
El 8 de marzo de 2021, tras una consulta pública, el túnel más largo de Bélgica anteriormente denominado «Túnel Leopoldo II» toma el nombre de «Túnel Annie Cordy» en homenaje a la cantante. Esta decisión se justifica por la voluntad de feminizar los nombres de obras públicas.

## Discografía

### Álbumes de estudio
- 1953: Les trois bandits de Napoli
- 1955: Fleurs de papillon
- 1956: Les succès d'Annie Cordy
- 1957: Chante les airs de l'opérette “Tête de linotte”
- 1957 : Cigarettes et whisy
- 1959: Merveilleuse Annie
- 1960: Pleins feux sur Annie Cordy
- 1962: Visa pour l'amour (avec Luis Mariano)
- 1963: For me formidable
- 1964: Style rococo
- 1965: Ouah ouah (avec Bourvil)
- 1968: Pic et Pioche (avec Darry Cowl)
- 1970: Indien vaut mieux que deux tu l'auras (avec Pierre Doris)
- 1972: Hello Dolly
- 1973: Hé hé, c'est chouette
- 1974: Annie Cordy Show
- 1976: Nini la chance
- 1977: Sacré bourricot
- 1978: La Bonne du curé
- 1980: Tata Yoyo
- 1981: Vanini vanillée
- 1982: Envoyez la musique
- 1985: Cho ka ka o
- 1988: L'Arbre à chansons
- 1992: Oh la la quelle soirée
- 1997: Les trois bandits de Napoli
- 1998: Annie Cordy chante Broadway
- 2012: Ça me plaît... Pourvu que ça vous plaise
- 2014: Annie Cordy chante Noël

### Compilaciones
- 1992: Collection Or : Tata Yoyo
- 1998: 50 ans de succès
- 1999: Le meilleur d'Annie Cordy
- 2001: Annie Cordy fait la fête !
- 2002: Les indispensables
- 2002: Les indispensables, vol.2
- 2004: J'adore la chanson française
- 2004: Bonbons caramels
- 2005: Que du bonheur
- 2005: Fleur de papillon
- 2006: 1957 / 1960 vol.1
- 2006: 1963 / 1965 vol.2
- 2010: Les années Columbia Pathé (1952-1969)
- 2012: Les années CBS (1970-2010)
- Les années Chansons / vol.1
- Les années Chansons / vol.2

### Principales éxitos
- 1952: Les trois bandits de Napoli
- 1953: Bonbons, caramels, esquimaux, chocolats
- 1953: La fille du Cov-bois
- 1953: Léon
- 1954: Viens à Nogent
- 1955: Fleur de Papillon
- 1956: Tantina de Burgos
- 1956: La Ballade de Davy Crockett
- 1957: Coquelicots polka
- 1957: Oh ! la, la
- 1958: Hello le soleil brille
- 1958: Docteur Miracle
- 1959: Nick Nack Paddy Whack
- 1959: Petite fleur
- 1959: Salade de fruits
- 1959: Cigarettes, whisky et p'tites pépées
- 1960: Les papous
- 1960: Banjo Boy
- 1961: Ah ! qu'il fait bon (avec Luis Mariano)
- 1962: Un clair de lune à Maubeuge
- 1963: Aïe, pourquoi on s'aime (avec Luis Mariano)
- 1963: Tu m'as voulue
- 1964: Six Roses
- 1965: Le p'tit coup d'chance (avec Bourvil)
- 1965: Café ! Tabac (avec Bourvil)
- 1969: T'as vu Monte-Carlo ?
- 1970: Le chouchou de mon cœur
- 1970: Calamity
- 1972: Hello Dolly
- 1974: La Bonne du curé
- 1975: Ya kasiti
- 1975: Jane la Tarzane
- 1975: Frida Oum Papa
- 1976: La Bébête
- 1976: Nini la chance
- 1976: Ça ira mieux demain
- 1977: Boing Boing
- 1977: Bernard et Bianca
- 1978: La Madam
- 1979: Le kazou
- 1979: Notre dernier automne
- 1980: Señorita Raspa
- 1980: La coupe à Ratcha
- 1980: Tata Yoyo
- 1980: Natacha
- 1981: Vanini vanillée
- 1982: Si j'étais le soleil
- 1982: Envoyez la musique
- 1982: Nini Pompon
- 1984: Choubidou
- 1985: Cho Ka Ka O
- 1987: Cot Cot Coin Coin
- 1988: Eléonor
- 1995: Écoute ton cœur (bande originale de Pocahontas)

### Colaboraciones con las ediciones Walt Disney
- 1977: Las Aventuras de Bernard y Bianca

### En público
- 1955: Le tour de chant d'Annie Cordy (registrado en el Olympia de Paris)
- 1960: Pleins feux sur Annie Cordy
- 1961: Live at Club Domino
- 1965: Théâtre Gramont 1965
- 1966: Grand récital[36]
- 1968: Bobino 68
- 1975: À l'Olympia
- 1979: Olympia 79
- 1995: À l'Olympia
- 1998: 50 ans de succès
- 1999: Live
- 2000: Enfoirés en 2000
- 2004: Que du bonheur ! (enregistré au théâtre Sébastopol de Lille)
- 2006: Moi, Belgique (l'histoire de la Belgique racontée par Annie Cordy : 7 épisodes présentés dans un coffret de 3 DVD)
- 2008: Âge tendre, la tournée des idoles, temporada 3
- 2011: Âge tendre, la tournée des idoles, temporada 6
- 2013: Âge tendre, la tournée des idoles, temporada 8

### Canciones
Sus canciones más famosas por lo general revelan su carácter caprichoso: grabó más de 700 canciones y obtuvo doce Discos de oro.
- Les Trois Bandits de Napoli (1952)
- Quand c'est aux autos de passer (1952)
- La bourrée d'Auvergne montagnarde (1952)
- Bonbons, caramels, esquimaux, chocolats (1953)
- Moi, J'aime les Hommes (1953)
- Je n'peux pas (1953)
- La petite Marie (1953)
- La biaiseuse (1953)
- La petite sonnette (1953)
- La fille du Cov-bois (1953)
- Et bailler et dormir (1953)
- Y'en a, y'en a pas (1953)
- Léon (1953)
- Fleur du Tyrol (1953)
- Pour les jolis yeux de Suzie (1953)
- Viens à Nogent (1954)
- Le cirque Gorgonzola (1954)
- Les douaniers du clair de Lune (1954)
- C'est toi que je préfère (1954)
- Le petit cabri (1954)
- Paris chéri (1954)
- La bagarre (1954)
- Un gars comme ça (1954)
- Le petit pélican (1955)
- Les grenadiers du roi (1955)
- Oh ! Bessie (1955)
- Popocatepetl (1955)
- Fleur de Papillon (1955)
- La belle de l'Ohio (1955)
- Quand le bâtiment va (1955)
- Miss Pommarole (1955)
- Tout au bout de la semaine (1955)
- Non, non merci (1955)
- Bill (1955)
- La femme du Pêcheur (1955)
- Pinson Sérénade (1955)
- Du Soleil (1955)
- A pied, à cheval (1955)
- Mon p'tit pote (1955)
- Café de chez nous (1955)
- Sammy (1955)
- La clarinette (1955)
- Qu'est-ce t'as mon vieux (1955)
- Le marchand de poissons (1955)
- La petite Martiniquaise (1955)
- Oui missié (1955)
- J'ai le palpitant (1955)
- Les caballeros (1955)
- Tantina de Burgos (1956)
- Freddy (1956)
- La Ballade de Davy Crockett (1956)
- Carina rina (1956)
- Lola... Lola (1956)
- Faut pas t'énerver comme ça (1956)
- Le dimanche matin (1956)
- Oranges, tabac, café (1956)
- Dis-moi pourquoi (1956)
- Mister Johnny (1956)
- Ca m'fait quelqu'chose (1956)
- La petite rouquine du vieux Brooklyn (1957)
- Hop digui di (1957)
- Coquelicots polka (1957)
- Oh ! la, la (1957)
- Tout ce que veut Lola (1957)
- La Vie de famille (1957)
- Viens à la gare (1957)
- Je t'aime (1957)
- Tête de linotte (1957)
- Jojo la fleur bleue (1957)
- C'est extraordinaire (1957)
- Le rythme des tropiques (1957)
- Un p'tit coup de folie (1957)
- Rosita (1957)
- La samba d'Ali Baba (1957)
- A pied dans la pampa (1957)
- Ah ! les brésiliennes (1957)
- Hello le soleil brille (bande originale du Pont de la rivière Kwaï) (1958)
- La frotteuse de parquet (1958)
- Paris paname (1958)
- Danse (1958)
- Ton cheveu (1958)
- Comme en 1925 (1958)
- Patricia (1958)
- J'avais rêvé d'un ange (1958)
- Toréro (1958)
- Pleins feux (1958)
- Frenchie (1958)
- Attends, je viens (1958)
- Loterie nationale (1958)
- Houla houp (1958)
- Mon homme à moi (1958)
- Docteur miracle (1958)
- Au zoo de Vincennes (1958)
- Nick Nack Paddy Whack (1959)
- La fête à Loulou (1959)
- Chanson des écureuils (1959)
- Histoire de pétrole (1959)
- Le millionnaire (1959)
- Tango militaire (1959)
- Bim-bom-bey (1959)
- Pantaléon (1959)
- Petite Fleur (1959)
- Oh ! quelle nuit (1959)
- Tout doux, tout doucement (1959)
- Le tango ruminant (1959)
- Salade de fruits (1959)
- Personnalités (1959)
- Ivanhoé (1959)
- Qu'il fait bon vivre (1959)
- Tête folle (bande originale de Tête folle) (1959)
- Rock-a-longa tango (1959)
- L'amour est dans ta rue (1959)
- Le ballon bleu (1959)
- Abuglubu abugluba (1959)
- Ça va comme ça (1959)
- Cha ba di... Cha ba da (1959)
- Bottle cha cha (1959)
- Cigarettes, whisky et p'tites pépées (bande originale de Cigarettes, Whisky et P'tites Pépées) (1959)
- Les papous (1960)
- Dis-le, dis-le moi (1960)
- Si tu bois dans mon verre (1960)
- Accidente (1960)
- À Bahia (1960)
- Le vieux pianola (1960)
- Ole, tango (1960)
- Allez, Hop (1960)
- Paname (1960)
- Rosalie (1960)
- La Nouvelle-Orléans (1960)
- La pétoche (1960)
- La chanson du Marsupilami (1961)
- La petite troïka (1961)
- Mohican le grand (1961)
- Jambe de bois (1961)
- Banjo boy (1961)
- Baba au rhum (1961)
- Roly Poly (1961)
- Love, love! Amour (1961)
- A la pétanque (1961)
- Les pingouins (1961)
- Sa majesté (1961)
- Que, que, hay (1961)
- La marche des anges (1961)
- Au grand bal de l'amour (1961)
- Partout (1961)
- Mon chouette pépin (1961)
- Hop, dans la rivière (1961)
- Crépuscule (1961)
- Dingue Dingue (1961)
- C'est le soleil (1961)
- Visa pour l'amour (1961) (avec Luis Mariano)
- Encore de la musique (1961) (avec Luis Mariano)
- Twist contre twist (1961) (avec Luis Mariano)
- Pour une bamba (1961) (avec Luis Mariano)
- Ah ! qu'il fait bon (1961) (avec Luis Mariano)
- À Paris (1961) (avec Luis Mariano)
- Les moustiques (1961) (avec Luis Mariano)
- Le genre américain (1961) (avec Luis Mariano)
- Cha-Cha des égoutiers (1961) (avec Luis Mariano)
- Choucrouten tango (1962)
- Zizi la twisteuse (1962)
- Marche des gueules noires (1962)
- Un clair de lune à Maubeuge (1962)
- Le jour le plus long (1962)
- Ting Toung (viens danser la bossa nova) (1962)
- Sacré trombone (1962)
- Le bal à tonton (1962)
- Anaé atoa (1963)
- For me, formidable (1963)
- Giuseppe (1963)
- Joue ta vie (1963)
- Valentine (1963)
- Je te félicite (1963)
- Mon ancien quartier (1963)
- S. O. S. pour un croulant (1963)
- Aïe, pourquoi on s'aime (1963) (avec Luis Mariano)
- C'est autre chose (1963) (avec Luis Mariano)
- Le p'tit rouquin (1963) (avec Luis Mariano)
- J'ai froid les pieds (1963)
- Oh ! Annie (1963)
- Tu m'as voulue (1963)
- OK la vie (1963)
- Six Roses (1964)
- Les guiboles (1964)
- Ah ! la campagne (1964)
- Le roi du tango (1964)
- La môme pétrolette (1964)
- A ma petite sœur (1964)
- Notre parisienne (1964)
- Dernière conquête (1964)
- Voulez-vous marcher (1964)
- Le cucurbitacée (1964)
- L'écho comique (1964)
- Cœur en feu (1964)
- Amours champêtres (1964)
- Le paradis de la femme (1964)
- Y'a quequ'chose (1964)
- P'tit homme (1964)
- La terrible parigotte (1964)
- La matchiche (1964)
- Lettre de vacances (1964)
- The monkey dance (1964)
- Oh ! Lady bigoudi (1964)
- Hé... les filles (1964)
- Quand un homme est un homme (1965)
- Samy (1965)
- La grande Kelly (1965)
- L'oiseau rare (1965)
- Le cow-boy (1965)
- Mon frère (1965)
- Faut pas pousser (1965)
- Patience (1965)
- Le p'tit coup de chance (1965) (avec Bourvil)
- J'ai un lion dans mon moteur (1965) (avec Bourvil)
- Moi ma maison (1965) (avec Bourvil)
- Ouah ! Ouah ! (1965) (avec Bourvil)
- Ne me tente pas (1965) (avec Bourvil)
- Café tabac (1965) (avec Bourvil)
- C'est d'la faute à Napoléon (1965) (avec Bourvil)
- Chanson de Zorba (1965)
- Si j'étais fille à papa (1965)
- Faut que je demande à papa (1965)
- Alors, alors (1965)
- Moustaches d'anglais (1965)
- Tant que je pourrai (1965)
- S'il vous plait, Bertrand (1965)
- Ce bruit (1966)
- Tant que tu m'as dit (1966)
- À Bogota (1966)
- La fille du Shérif (1966)
- Les bonnets-za-poils (1966)
- La petite puce (1966)
- Depuis qu'elle travaille (1966)
- Nous et les autres (1966)
- T'auras ton sapin (1966)
- As-tu vu la souris (1966)
- Quelle fiesta (1966)
- Y'a plus d'jules (1966)
- 76 trombones (1967)
- Bonsoir Léon (1967)
- La plus grande star du monde (1967)
- Docteur, est-ce grave ? (1967)
- L'accident d'Hector (1967)
- Frédérico (1967)
- Du moment que c'est anglais (1967)
- Lorsque je serai riche (1967)
- Millie, oh ! Millie (1967)
- Bois le chaïm (1967)
- Jimmy (1967)
- Le tapioca (1967)
- Punch (1967)
- Sans savoir comment (1967)
- Edgard (1967)
- Des millions soleils (1967)
- Nous les nanas (1967)
- Quand je me donne (1967)
- Pic et Pioche (1967)
- Thank u very much (1968)
- All my love (1968)
- Lady Blue (1968)
- Le tango du chat (1968)
- Poupée bouclée (1968)
- Mou, mou de mou (1968)
- Oh ! ye... (1968)
- La grande parade (1968)
- Putsy (1968)
- C'est pour ça (1969)
- Vodka (1969)
- Pauvre samouraï (1969)
- Si les mois n'avaient que vingt jours (1969)
- T'as vu Monte-Carlo ? (1969)
- Je vends des robes (1969)
- On meurt encore d'amour (1969)
- Le temps est le meilleur des médecins (1969)
- Je suis subitiste (1969)
- Je n'veux pas souffler dans le ballon (1970)
- Le Chouchou de mon Cœur (1970)
- Fallait m'le dire (1970)
- Tu, tu, tu (1970)
- Gino (1970)
- Permette signora (1970)
- Calamity (1970)
- Paris en rose (1970)
- C'est comme si (1970)
- Ballade pour un cheval (1970)
- Les clowns (1970)
- Le tambour en plume (1970)
- Quand se couche le soleil (1970)
- Allez Paris ! (1971)
- Si tu montes sur mon vélo (1971)
- Ton polichinelle (1971)
- Pépino (1971)
- Sacré bourricot (1971)
- C'est pas une vie (1971)
- Quatre pétales (1971)
- Viva la Vita (1972)
- Il va t'arriver un bonheur (1972)
- Hello Dolly (1972)
- La parade (1972)
- En un tour de main (1972)
- Mets ton plus beau costume (1972)
- Vive l’Amérique (1972)
- La leçon de danse (1972)
- Sors ton p'tit mouchoir (1972)
- Final (1972)
- Pinocchio (1972)
- Hé hé, c'est chouette ! (1973)
- T'affol' pas c'est un tango ! (1973)
- Écoute la radio (1973)
- Gaston, c'est mon patron (1973)
- Super marché (1973)
- Jours de fête (1973)
- Y'a toujours un bouchon (1973)
- La dernière bourrée à Paris (1973)
- Il ne faut pas croquer l'orange (1973)
- Chi lo sa (1973)
- Mon superman (1974)
- Pédro (1974)
- La Bonne du curé (1974)
- Viens prendre un verre (1974)
- Riquet à la houppe (1974)
- Perles et boas (1974)
- Tel qu'il est (1974)
- A la rentrée (1975)
- Ya kasiti (1975)
- Jane la tarzane (1975)
- Frida Oum Papa (1975)
- Oh la la (1975)
- La retoucheuse (1975)
- Pop moujik (1975)
- Rire (1975)
- Charlie (1975)
- Tu t'laisses aller (1975)
- Ma vie est une comédie musicale (1975)
- La Bébête (1976)
- La famille des Bouchembiais (1976)
- Nini la Chance (1976)
- Dis pourquoi tu me bats Léon (1976)
- Ça ira mieux demain (1976)
- Caramela (1976)
- Y'a des moments (1976)
- La noce à Nogent (1976)
- Le clan des écossais (1976)
- Annita Banana (1976)
- L'Hurluberlu (1977)
- Mon CRS (1977)
- Boing Boing (1977)
- Petit pâté (1977)
- Prends le temps (1977)
- Chat vit rot (1977)
- La mouette (1977)
- Joe la terreur (1977)
- Ulysse (1977)
- Zérotica (1977)
- Bernard et Bianca (1977)
- Qui qu'en veut (1978)
- On est tous un peu bohème (1978)
- La Madam (1978)
- Les lapons (1978)
- Le cerf-volant (1978)
- L'histoire de l'homme toujours content (1978)
- Vas-y roule (1978)
- Quand je suis gaie (1978)
- Le clown est triste (1978)
- Mon gros Gaston (1978)
- Oubahou (1978)
- The queen of the disco (1978)
- Le kazou (1979)
- La leçon de Kazou (1979)
- De toutes les couleurs (1979)
- Je fais le clown (1979)
- Valentin (1979)
- Mademoiselle piqure (1979)
- On va vers le printemps (1979)
- Tous les enfants sont un peu les miens (1979)
- Le safari (1979)
- Notre dernier automne (1979)
- Je suis extra (1979)
- Les gaulois (1979)
- La Chanson de Roland (1979)
- Les rois (1979)
- Jeanne d'Arc (1979)
- Quinze cent quinze (1979)
- Les trois mousquetaires (1979)
- Le roi soleil (1979)
- Le quatorze juillet (1979)
- Les grognards (1979)
- Tout est automatique (1979)
- Ne mélangeons pas (1979)
- Je veux être clown (1979)
- J'avais peur la nuit (1979)
- Señorita Raspa (1980)
- Super Annie (1980)
- La Coupe à Ratcha  (1980)
- Tata Yoyo (1980)
- D'Artagnan (1980)
- L'Artiste (1980)
- Natacha (1980)
- La marchande de bonbons (1980)
- Annie Paris, Annie Bruxelles (1980)
- Kikadikadekado (1980)
- Ma plus jolie chanson (1980)
- Yashka (1980)
- Vanini vanillée (1981)
- Papa banjo, Maman violon (1981)
- Quand on se marie au Kentucky (1981)
- Les chiens ne font pas des chats (1981)
- Une maison et un jardin (1981)
- Coco rico (1981)
- Madame Irma de Carpentras (1981)
- L'abominable femme des neiges (1981)
- La salsa d'Anita (1981)
- Des arbres et des enfants (1981)
- Boogie-Woogie (1981)
- Le monstre du Loch Ness (1981)
- Pérou Pérou (1981)
- Un âne est toujours un âne (1982)
- Si j'étais le soleil (1982)
- Envoyez la musique (1982)
- Oscar (1982)
- Du vent (1982)
- Une chanson ça vient comme ça (1982)
- La fête des perroquets (1982)
- Frenchie Macadam (1982)
- Nini Pompon (1982)
- Tout va bien (1982)
- Je craque (1982)
- Le rock à Médor (1983)
- La vie en France (1983)
- Choubidou (1984)
- Et je smurfe (1984)
- Cho Ka Ka O (1985)
- Tous les bébés sont des géants (1985)
- Y'a des hauts, y'a des bas (1985)
- Chanson pour pépé (1985)
- Alléluia little Joe (1985)
- J'suis branchée (1985)
- J'aime encore (1985)
- Le tour de sa vie (1985)
- La banane (1985)
- Je ne vous oublie pas (1985) (avec Danièle Gilbert)
- Ce ça ke bo (1986)
- Panique sous les bananiers (1986)
- Cadichon (1986)
- La leçon de musique (1986)
- Sans-gêne (1986)
- Chants révolutionnaires (1986)
- Cot Cot Coin Coin (1987)
- Agatha (1987)
- Eléonor (1988)
- Elle enlève le haut (1988)
- Le soleil me fait chanter (1988)
- L'arbre à chanson (1988)
- Le fantôme (1988)
- C'est pas moi, c'est Murphy (1989)
- Le cœur gémeaux (1989)
- Ça manque d'hommes chez nous (1989)
- Mais l'amour dans tout ça ? (1989)
- Bonheur, santé et pépites (1989)
- L'allumée turbo (1990)
- Madame la fontaine (1992)
- Chatanooga choo choo (1994)
- Pétuli Pétula (1994)
- La vie de château (1994)
- Écoute ton cœur (bande originale de Pocahontas) (1995)
- Pince moi, j'hallucine (1998)
- C'est beau de faire un Show (1998)
- C'est ça le jazz (1998)
- T'es le top (1998)
- Madame Roza (1998)
- Mon prince (1998)
- Juste un de ces riens (1998)
- La chanson d'Evita (1998)
- I love Paris (1998)
- En scène (1998)
- Être amoureux c'est merveilleux (1998)
- La vie mondaine (1998)
- Pour ce soir (1998)
- S'il revenait dans ma vie (1998)
- Quadrille au village (1998)
- Les Enfants de la Terre (1998)
- Medley (1998)
- Bravo (2002)
- Faut vivre un peu (2002)
- Yaël et le souffleur de bulles (2004)
- Aye Ma Mamy Aye Ma Mama (2004)
- Il jouait de la contrebasse (2004)
- La guitare à Chiquita (2004)
- Papa Mama Samba (2004)
- Il aurait bien voulu (2004)
- Cuanto le gusta (2004)
- Les pompiers du Mexique (2004)
- Une fille du rodéo (2004)
- C'est magique (2004)
- Je suis Belge (2005)
- Je veux (2012)
- Trois notes de musique (2012)
- Les baisers de mon cœur (2012)
- La vie est belle (2012)
- Maintenant je sais (2012)
- Des amis des deux côtés (2012)
- Hawaï 1942 (2012)
- Si Dieu existe (2012)
- La Machine à café (2012)
- Si c'est ça la vie (2012)
- C'est pour ton bien (2012)
- Nos cœurs à l'unisson (2012)
- Bien au contraire (2012)
- Noël chez Moi (2014)
- Petit Sapin Vert (2014)
- Le sapin ravi (2014)
- Let it snow (2014)
- Nono (2014)
- Feliz Navidad (2014)
- Le petit garçon qui n'aimait pas Noël (2014)
- Buon natale (2014)
- Petit papa Noël (2014)
- L'impatience (2014)
- Le bonheur va frapper chez toi (2014)
- White Christmas (Jingle Bells) (2014)
- C'est Noël (2014)
- Histoire d'amours (2014, sortie 2015)
- L'Hôtesse de l'air (2015)
- L'Indifférence  (2016)
- 85 % d'amour et 60 ans de cabaret  (2016)

## Filmografía

### Cine
- 1954:  Boum sur Paris de Maurice de Canonge: elle-même
- 1954: Si Versailles m'était conté… de Sacha Guitry: Mme Langlois
- 1954: Poisson d'avril de Gilles Grangier: Charlotte Dupuy
- 1956: Le Chanteur de Mexico de Richard Pottier: Cri-Cri
- 1956: Bonjour sourire de Claude Sautet: elle-même
- 1957: Viktor und Viktoria de Karl Anton: Titine
- 1958: Tabarin de Richard Pottier: Mimi
- 1959: Cigarettes, Whisky et P'tites Pépées de Maurice Régamey: Martine
- 1960: Tête folle de Robert Vernay: Annie
- 1965:  Ces dames s'en mêlent de Raoul André: Lily
- 1965: L'Or du duc de Jacques Baratier: la concierge
- 1968: Ces messieurs de la famille de Raoul André: Maryse
- 1969: Le Bourgeois gentil mec de Raoul André: Mme Marthe
- 1970: Le Passager de la pluie de René Clément: Juliette
- 1970: Ces messieurs de la gâchette de Raoul André: Maryse
- 1970: La Rupture de Claude Chabrol: Mme Pinelli
- 1971: Le Chat de Pierre Granier-Deferre: Nelly
- 1972: Les Galets d'Étretat de Sergio Gobbi: Brigitte
- 1972: Les Portes de feu de Claude Bernard-Aubert: Andrée
- 1973: Elle court, elle court la banlieue de Gérard Pirès: l'agent immobilier
- 1972: Le Mataf de Serge Leroy: Nina
- 1972: La Dernière Bourrée à Paris de Raoul André: la psychanalyste
- 1974: Les Gaspards de Pierre Tchernia: Ginette Lalatte
- 1974: Commissariat de nuit de Guido Leoni: Pupa
- 1975: Isabelle devant le désir de Jean-Pierre Berckmans: la mère d'Isabelle
- 1975: Souvenir of Gibraltar d'Henri Xhonneux: Tina, la mère
- 1976: Rue Haute d'André Ernotte: Mimi
- 1977: Drôles de zèbres de Guy Lux : la véritable baronne Jacinthe de la Tronchembiais
- 1983: Le Braconnier de Dieu de Jean-Pierre Darras: Jofrette
- 1990: Un été après l'autre d'Anne-Marie Étienne: Mère Fine
- 1994: La Vengeance d'une blonde de Jeannot Szwarc: Jany
- 2004: Madame Édouard de Nadine Monfils: Ginette
- 2006: Le Dernier des fous de Laurent Achard: Rose
- 2006: C'est beau une ville la nuit de Richard Bohringer: la mamie HLM
- 2008: Disco de Fabien Onteniente: Mme Graindorge
- 2008:  Le crime est notre affaire de Pascal Thomas: Babette Boutiti
- 2009: Les Herbes folles d'Alain Resnais: la voisine
- 2012: Crimes en sourdine de Joël Chalude y Stéphane Onfroy: Mme Garcia
- 2014: Le Dernier Diamant d'Éric Barbier : Inès de Boissière
- 2015: Les Souvenirs de Jean-Paul Rouve : Madeleine
- 2016: Le Cancre de Paul Vecchiali : Christiane
- 2018: Tamara Vol.2 d'Alexandre Castagnetti : Rose

### Doblaje
- 1993: El Viaje de Edgar en el bosque mágico de Charles Grosvenor : Bosworth
- 1995: Pocahontas de Mike Gabriel y Eric Goldberg : Abuela Feuillage
- 2003: Hermano de los osos de Robert Walker y Aarón Blaise : Nanaka

### Cortometrajes
- 1995: Vroum-Vroum de Frédéric Sojcher
- 1996: Moi j'aime Albert de Frédéric Chaudier
- 1999: Un Noël de chien de Nadine Monfils
- 2004: Zartmo de Marc Dalman: la dame
- 2018: Les Jouvencelles de Delphine Corrard: Laurenne

### Televisión

#### Telefilms
- 1978: Le Bel Indifférent de Marion Sarraut con Alain Delon: la femme[37]
- 1978: L'Avare de Jean Pignol: Frosine
- 1981: Les fiançailles de feu de Pierre Bureau: Mme Hortense
- 1981: Madame Sans-Gêne d'Abder Isker: Madame Sans-Gêne
- 1994: La fille du roi de Philippe Triboit: Bertoune
- 1994: Baldipata de Michel Lang: Colette
- 1995: Fanny se fait un sang d'encre d'Alain de Halleux: Fanny Faber
- 1997: Le diable en sabots de Nicole Berckmans: Marie Fer
- 1997: Une mère comme on n'en fait plus de Jacques Renard: Simone Lapierre
- 1997: Sans cérémonie (téléfilm): Solange Serpette
- 1999: Baldi et Tini de David Pharao: Colette
- 2001: La tortue de Dominique Baron: Anne Gautier, dite la tortue
- 2002: Les rebelles de Moissac de Jean-Jacques Kah: Charlotte
- 2002: Passage du bac d'Olivier Langlois: Émilie
- 2012: Je retourne chez ma mère de Williams Crépin: Alice
- 2018: Illettré de Jean-Pierre Améris: Adélaïde Perez

#### Series de televisión
- 1960: Rue de la Gaîté : elle-même
- 1982: Madame S.O.S.: Mitsi, Mme S.O.S.
- 1989: Le Bonheur d'en face: Irène Lecoin
- 1990: Orages d'été, avis de tempête de Jean Sagols: Céline
- 1993: Inspecteur Médeuze, temporada 1, episodio 1, Poulet fermier: Lucie
- 1996: Le Refuge: Hélène
- 2003: Fabien Cosma, temporada 2, episodio 1, Jamais trop tard: Lucette
- 2005: Le Tuteur, temporada 2, episodio 5, Une nouvelle vie: Antoinette Loiseau
- 2012: Scènes de ménages, épisode spécial Ce soir ils reçoivent ! de Francis Duquet: la grand-mère de Marion
- 2013: Y'a pas d'âge, temporada 1, episodio 20, Pour revoir son ex-femme de Stéphane Marelli: Yvonne P.
- 2014: H-Man, episodio La super retraite de Joseph Cahill: la fille télékinétique
- 2015: Chefs d'Arnaud Malherbe: Léonie

#### Emisiones televisadas
- 1989: Nada de pitié para los crecientes : Episodio 80 Tarzanie.[38]
- 2010: Firmado Taloche: la gérante del restaurante

## Comedias musicales
- 1952-1954 : La Route fleurie de Raymond Vincy, musique Francis Lopez, mise en scène Max Révol, con Georges Guétary, Bourvil, Théâtre des Célestins, Théâtre de l'ABC
- 1957-1958: Tête de linotte de Raymond Vincy, música Francis Lopez, puesta en escena Léon Ledoux, con Jean Richard, Théâtre de A.B.C.
- 1961-1963: Visa pour l'amour de Raymond Vincy, musique Francis Lopez, puesta en escena René Dupuy, con Luis Mariano, Théâtre de la Gaîté-Lyrique, Théâtre Saint-Denis
- 1965-1966: Ouah ! Ouah ! de Michel André, música Étienne Lorin y Gaby Wagenheim, puesta en escena Roland Bailly, con Bourvil, Théâtre de l'Alhambra
- 1967-1968: Pic et Pioche de Raymond Vincy, música Darry Cowl y Jean-Michel Defaye, puesta en escena Robert Thomas, con Darry Cowl, Théâtre des Nouveautés
- 1970-1971: Indien vaut mieux que deux tu l'auras de Jean Le Poulain, Jacques Mareuil y Jean Marsan, música de Armand Canfora y Joss Baselli, puesta en escena Jean Le Poulain, con Pierre Doris
- 1972-1973: Hello, Dolly ! de Michael Stewart, música de Jerry Herman, con Jacques Mareuil, Théâtre Mogador
- 1976-1978: Nini la chance de Jacques Mareuil, música Georges Liferman, mise en scène Raymond Vogel, Théâtre Marigny
- 1982-1984: Envoyez la musique de Jacques Mareuil et Gérard Gustin, musique Paul Piot, mise en scène Raymond Vogel, con Patrick Préjean y Gérard Chambre, Opéra d'Avignon, Théâtre de la Porte-Saint-Martin, Théâtre de Montpellier

## Teatro
- 1981: Madame Sans Gêne de Victorien Sardou y Émile Moreau, puesta en escena Marcelle Tassencourt, con Pascal Mazzotti, Festival de Versailles
- 1985-1986: La Mienne s'appelait Régine de Pierre Rey, mise en scène Armand Delcampe, avec Claude Brosset, Théâtre de l'Œuvre
- 1985-1986: Merci Apolline de Geneviève Martin, puesta en escena Michel Wyn con Guy Tréjan
- 1986-1988: Madame Sans Gêne de Victorien Sardou y Émile Moreau, mise en scène Marcelle Tassencourt, con Pascal Mazzotti, Théâtre Montansier, Théâtre du Gymnase Marie-Bell
- 1989: Mademoiselle Plume de Laurence Jyl, puesta en escena Jean-Luc Moreau, con Charlotte Kady
- 1990-1991: Sacrée Gladys con Jacques Balutin
- 1993-1994: La Célestine de Fernando de Rojas, puesta en escena Marcelle Tassencourt, con Nicolas Briançon, Théâtre Jacques Carat, Théâtre de Boulogne-Billancourt
- 1994-1996 : Six heures au plus tard de Marc Perrier, con Xavier Percy
- 2000-2001: Les Joyeuses Commères de Windsor de William Shakespeare, puesta en escena Marie-Silvia Manuel, con Patrick Préjean
- 2006-2007: Lily et Lily de Pierre Barillet et Jean-Pierre Gredy, puesta en escena Gérard Moulevrier, con Christian Morin
- 2009-2011: Laissez-moi sortir de Jean-Marie Chevret, puesta en escena Jean-Pierre Dravel y Olivier Macé, Théâtre Sébastopol, Théâtre Daunou, Théâtre Montansier

## Libro-disco
Narración de la adaptación en libro disco de las Aventuras de Bernard y Bianca.

## Publicaciones
- Annie Cordy (1998). Nini la chance (en francés). París: Éditions Belfond. p. 287. ISBN 978-2-7144-3619-1.
- Christian Dureau (2009). Annie Cordy (en francés). Paris: Éditions Didier Carpentier. p. 142. ISBN 978-2-84167-638-5.
- Annie Cordy y Eddy Przybylski, Que la vida es guapa, autobiographie, París, ediciones La Caja a Pandore, 2013.

## Dúos
Duetos de Annie Cordy con otros artistas en espectáculos, conciertos o festivales. Lista no exhaustiva.
| Año  | Pareja                                                     | Canción                                | Notas  |
| ---- | ---------------------------------------------------------- | -------------------------------------- | ------ |
| 1965 | Bourvil                                                    | Le p'tit coup de chance                |        |
| 1967 | Darry Cowl                                                 | Pic et Pioche                          | [ 39 ] |
| 1970 | Claude François                                            | Fallait m'le dire                      |        |
| 1971 | Jacques Dutronc                                            | Les Play-boys                          |        |
| 1971 | Charles Aznavour                                           | For me formidable                      |        |
| 1971 | Michel Simon et Enrico Macias                              | Comme de bien entendu                  | [ 40 ] |
| 1972 | Pierre Perret                                              | Tout va très bien madame la marquise   |        |
| 1972 | Charles Trenet                                             | Fleur bleue                            | [ 41 ] |
| 1973 | Charles Aznavour                                           | Fallait m'le dire                      |        |
| 1973 | Charles Aznavour                                           | Elle vendait des p'tits gâteaux        |        |
| 1973 | Charles Aznavour                                           | Tu te laisses aller                    |        |
| 1973 | Nicoletta                                                  |                                        | [ 42 ] |
| 1974 | Jacques Martin                                             | Quand ma cousine fait la cuisine       |        |
| 1974 | Sacha Distel                                               | Bras dessus bras dessous               |        |
| 1974 | Enrico Macias                                              | Amour, Castagnettes et Tango           |        |
| 1974 | Sheila                                                     | Daisy                                  |        |
| 1974 | Jacques Martin                                             | La Petite Souris                       | [ 43 ] |
| 1975 | Guy Béart                                                  | Quand un homme                         |        |
| 1975 | Dave                                                       | Une ballade hollandaise                | [ 44 ] |
| 1975 | Enrico Macias                                              | Made in Normandie                      |        |
| 1975 | Mireille Mathieu                                           | Hello Annie, Hello Mimi                |        |
| 1976 | Gianni Nazzaro                                             | Medley de chansons napolitaines        | [ 45 ] |
| 1976 | Arthur Plasschaert                                         | Alleluia                               | [ 46 ] |
| 1976 | Mort Shuman, Dave, Claude Véga, Gianni Nazzaro, Yves Lecoq | La Famille des Bouchembiais            |        |
| 1976 | Joe Dassin                                                 | La Statue                              |        |
| 1976 | Mort Shuman                                                | Medley                                 |        |
| 1976 | Yves Lecoq                                                 | We Join the Navy                       |        |
| 1976 | Dalida                                                     | El manisero                            | [ 47 ] |
| 1976 | Salvatore Adamo                                            | Les Filles du bord de mer              | [ 48 ] |
| 1977 | Claude François                                            | Une chanson française                  |        |
| 1978 | Claude Véga                                                | Shine on Your Shoes                    |        |
| 1978 | Petula Clark                                               | I Wanna Be Loved by You                |        |
| 1978 | Sacha Distel et Petula Clark                               | Buvons à la santé                      |        |
| 1979 | Dave                                                       | On est tous un peu bohème              | [ 49 ] |
| 1979 | Enrico Macias                                              | Tous les enfants                       |        |
| 1979 | Michel Drucker                                             | Faire le clown                         |        |
| 1979 | Jeane Manson                                               | Medley Maurice Chevalier               |        |
| 1979 | Sacha Distel                                               | Cigarettes, Whisky et P'tites Pépées   |        |
| 1979 | Joe Dassin                                                 | Côté banjo, côté violon                | [ 50 ] |
| 1979 | Francis Perrin                                             | Just a rigolo                          | [ 51 ] |
| 1980 | Renaud                                                     | Tel qu'il est, il me plait             | [ 52 ] |
| 1980 | Carlos, Sacha Distel                                       | D'Artagnan                             |        |
| 1980 | Mort Shuman                                                | Ah ! Quel beau mec                     |        |
| 1980 | Poivre et Sel                                              | Bei mir bist du schön                  |        |
| 1980 | Karen Cheryl                                               | Initiation                             | [ 53 ] |
| 1980 | Carlos et Danièle Gilbert                                  | Kikadikadekado                         |        |
| 1980 | Julio Iglesias                                             | Cielito lindo                          | [ 54 ] |
| 1981 | Line Renaud                                                | Douce France                           |        |
| 1981 | Line Renaud                                                | Avec son ukulélé                       |        |
| 1981 | Line Renaud                                                | Yes Sir, that's my baby                |        |
| 1982 | Gérard Chambre et Patrick Préjean                          | Une chanson ça vient comme ça          | [ 55 ] |
| 1984 | Sacha Distel                                               | À la mi-août                           | [ 56 ] |
| 1987 | Serge Lama                                                 | Les P'tites Femmes de Pigalle          |        |
| 1987 | Michel Drucker                                             | Les Clodos                             |        |
| 1987 | Charles Aznavour                                           | For me formidable                      |        |
| 1989 | Frédéric Mitterrand                                        | La Chanson des Jumelles                | [ 57 ] |
| 1989 | Line Renaud                                                | On était swing                         | [ 58 ] |
| 1992 | Pascal Sevran                                              | Paris Java                             |        |
| 1995 | Pascal Sevran                                              | Nous nous reverrons un jour ou l'autre | [ 59 ] |
| 2004 | Patrick Sébastien                                          | Le P'tit Coup de chance                | [ 60 ] |
| 2012 | David Alexis                                               | C'est pour ton bien                    | [ 61 ] |
| 2013 | Vincent Niclo                                              | C'est magnifique                       | [ 62 ] |
| 2014 | Dave                                                       | Un visa pour l'amour                   | [ 63 ] |
| 2016 | Cyrille Gallais                                            | L'Indifférence                         |        |
| 2016 | Michou                                                     | 85 % d'amour et 60 ans de cabaret      |        |

Para algunos dúos, las fechas no se identifican:
- En dúo con C. Jerónimo: Made in Normandía[64]

La mayoría de estos dúos fueron creados durante las emisiones de los Carpentier, incluyendo:
- Top en........... Annie Cordy, el 11 de mayo de 1974: Enrico Macias, Charles Aznavour, Sheila, Jacques Martin, Sacha Distel (invitados que hicieron duetos en el programa)
- Número uno Annie Cordy, 20 de septiembre de 1975: Enrico Macias, Mireille Mathieu, Dave, Carlos (invitados que hicieron duetos en el programa)
- Número uno Annie Cordy, 15 de mayo de 1976: Mort Shuman, Dave, Gianni Nazzaro, Claude Vega, Yves Lecoq, Enrico Macias, Claude François (invitados que hicieron duetos en el programa)
- Número uno Annie Cordy, 30 de octubre de 1976: Salvatore Adamo, Dalida, Yves Lecoq (invitados que hicieron duetos en el programa)
- Annie Cordy número uno, 14 de enero de 1978: Jean Vallée, Claude Vega, Alain Delon, Automatila Clark (invitados que hicieron duetos en el programa)
- Annie Cordy número uno, 21 de abril de 1979: Joe Dassin, Dave, Michel Drucker, Enrico Macias, Dany Saval, Sacha Distel (invitados que hicieron duetos programa)
- Número uno Annie Cordy, 24 de mayo de 1980: Pimienta y sal, Renaud (invitados que hicieron duetos durante la emisión)
- Número uno Annie Cordy, 31 de diciembre de 1980: Mort Shuman, Jean-Pierre Aumont, Carlos, Sacha Distel, Julio Iglesias, Danièle Gilbert (invitados que hicieron duetos en el programa)

## Distinciones

Armoiries de Léonie Cooreman.

Annie Cordy está anoblie en Bélgica el 31 de agosto de 2005, fecha de las cartas patentes, concediendo a Léonie Cooreman "concesión de nobleza personal con el título personal de baronesa".
Sus escudos dibujados por Fernand Brose, se blasonan así: Un escudo de rombo, cortado de bocas y de arena, cargado con una espiga de trigo de oro follada de dos piezas, acompañado de dos máscaras de la commedia dell'arte, el a dextre riente colocado en tira, y el a senestre llorando, colocado en barra. El escudo sometido de una corona de baronesa y soportado por dos leones de oro, con lentejuelas. Lema: "LA PASIÓN HACE FUERZA", en letras de oro sobre un listel de arena....
Según el artista, la espiga de trigo representa a su padre (coor que significa "trigo" en flamenco), los leones representan a su madre (leeuw que significa "león" en flamenco) y son dos, porque era una mujer muy enérgica. Finalmente, las máscaras de la commedia dell'arte representan su oficio de artista.

### Decoraciones
En Francia, Annie Cordy está promovida:
- 1992: Orden de las Artes y las Letras.

En Bélgica, es promovida:
- 1998: Orden de Leopoldo
- 2014: Orden de la Corona de Bélgica

### Honores
En 2004, Annie Cordy está hecha ciudadana de honor de la Ciudad de Bruselas.
Con motivo de sus 90 años, Bruselas le rindió homenaje en la edición 2018 del Ommegang, a principios de julio, dando su nombre a un lugar famoso de la ciudad, así como mostrando un fresco a su efigie. El parque contiguo a la antigua estación de Laeken se convierte en el parque Annie Cordy el 8 de julio de 2018.